# Heuberg (Forstenrieder Park)
Der Heuberg ist ein 619 m hoher Berg im Bayerischen Alpenvorland nördlich des Starnberger Sees. Er ist die höchste Erhebung 
im Forstenrieder Park. Über den höchsten Punkt verläuft ein Forstweg.